# Evelyn Mawuli
Evelyn Mawuli (馬瓜 エブリン, Ma'uri Eburin), née le 2 juin 1995 à Toyohashi, est une joueuse japonaise de basket-ball.

## Biographie
Ses deux parents sont nés au Ghana avant de s'installer au Japon. Evelyn Mawuli est une joueuse japonaise de basket-ball qui joue de 2014 à 2017 pour les Aisin AW Wings en Women's Japan Basketball League, une équipe basée à Anjō, puis à Nagoya pour les Toyota Antelopes (où joue également sa sœur Stephanie Mawuli).
Elle fait ses débuts internationaux au championnat d'Asie U16 2009 en Inde où le Japon gagne la médaille d'argent, puis au championnat d'Asie U16 2011, où le Japon gagne l'or. Elle figure dans la sélection japonaise pour le championnat du monde U17 de 2012 à Amsterdam : le Japon se classe quatrième et elle est nommée dans le meilleur cinq.
Elle fait ses débuts en équipe nationale pour les Jeux asiatiques de 2014 où le Japon remporte le bronze, puis remporte l'or aux championnats d'Asie 2017 et 2019. Elle dispute la Coupe du monde 2018 où le Japon obtient une neuvième place.
Elle fait partie des douze sélectionnées pour le tournoi olympique de 2020, disputé en 2021 en raison de la pandémie de Covid-19, qui remporte la médaille d'argent.

## Palmarès
- Médaillée d'or du championnat d'Asie 2017
- Médaillée d'or du championnat d'Asie 2019
- Médaillée d'or du championnat d'Asie U16 2011
- Médaillée d'argent du championnat d'Asie U16 2009
- Médaillée de bronze des Jeux asiatiques de 2014
- Médaille d'argent aux Jeux olympiques de 2020 à Tokyo[3]

## Distinctions personnelles
- Meilleur cinq du championnat du monde U17 de 2012